# دهلران
العراق واسط ناحيه الشيخ سعدhttps://ar.m.wikipedia.org/wiki/%D8%AF%D9%87%D9%84%D8%B1%D8%A7%D9%86#/editor/0
| الاسم الرسمي = دهلران
| اسم2 = اسم الکردي:دێلوڕان
| نوع = city
| صورة = 
| حجم الصورة = 
| تعليق الصورة = 
| خريطة البلد = إيران
| حجم الخريطة = 150px
| coordinates_region = IR
| نوع المنطقة = الدولة
| اسم المنطقة =  إيران
| نوع المنطقة 2 = المحافظة
| اسم المنطقة 2 = عيلام
| نوع المنطقة 3 = البلدية
| اسم المنطقة 3 = دهلران
| نوع المنطقة 4 = 
| اسم المنطقة 4 = 
| المسؤول الأعلى = 
| اسم المسؤول = 
| established_title = 
| تاريخ التأسيس = 
| المساحة الكلية = 
| area_footnotes = 
| سنة التعداد = 2006
| التعداد السكاني = 27602
| population_density_km2 = 
| التوقيت = 
| غرينتش توقيت صيفي = 
| توقيت2 = 
| فرق التوقيت2 = 
| coordinates_display = %
| latd = 32
| latm = 41
| lats = 39
| latNS = N
| longd = 47
| longm = 16
| longs = 04
| longEW = E
| ارتفاع متر = 
| الرمز الهاتفي = 
| الموقع الرسمي = 
| ملاحظات = 
}}دِهْلُرَان مدينة إيرانية تقع في محافظة عيلام في غرب إيران قرب الحدود العراقية الإيرانية، يبلغ عدد سكان دهلران حوالي 23,000 نسمة سكانها من الكردي